# Günther Kehnscherper
Günther Kehnscherper (* 23. Mai 1929 in Rio de Janeiro; † 23. Juni 2004 in Berlin) war ein deutscher evangelischer Theologe und Altertumsforscher.

## Praktische Theologie

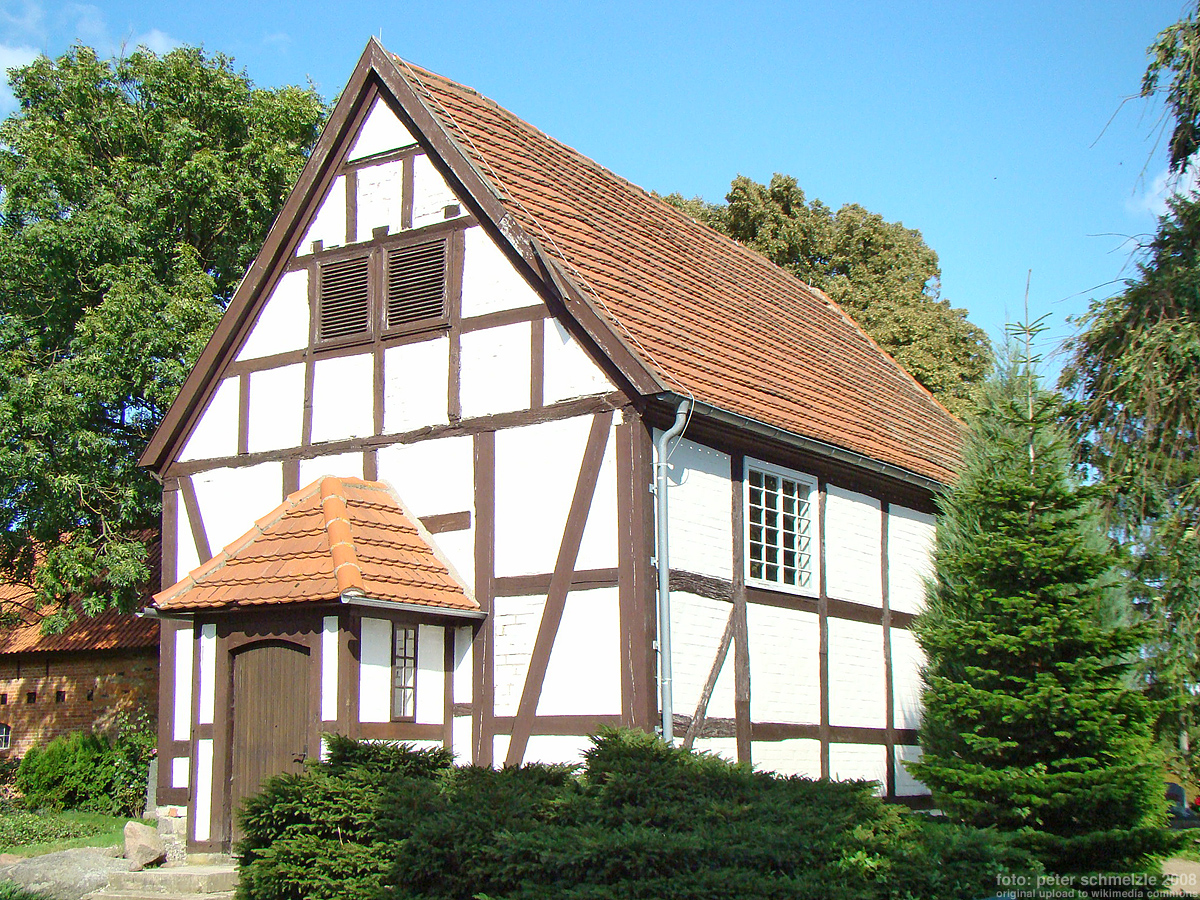
In der Altenhagener Dorfkirche wirkte Kehnscherper zunächst als Pfarrer

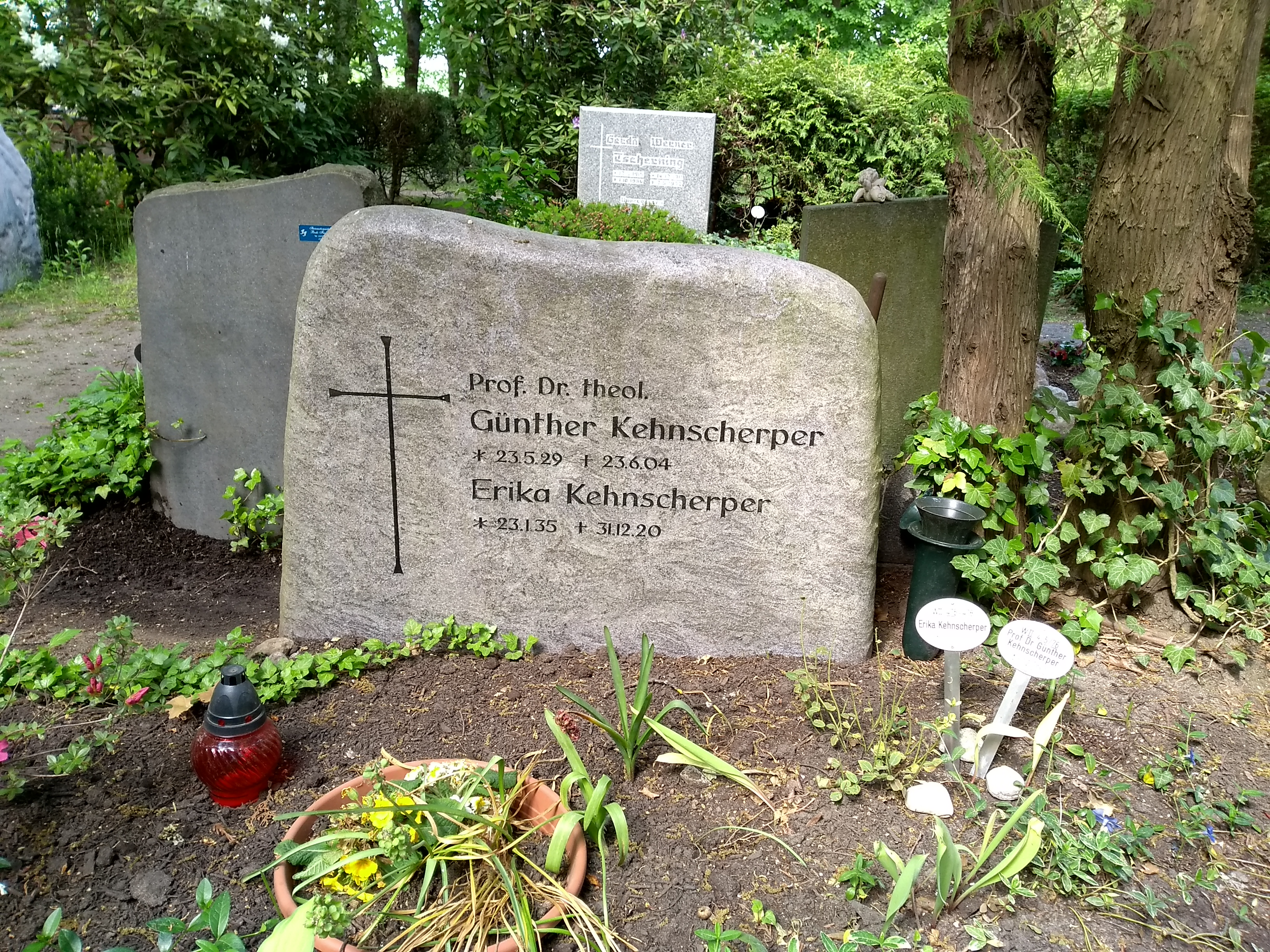
Grab auf dem Waldkirchhof Mahlsdorf

Günther Kehnscherper war der Sohn des evangelischen Theologen Gerhard Kehnscherper. Er arbeitete von 1955 bis 1966 zunächst als Gemeindepfarrer im vorpommerschen Altenhagen im Kreis Altentreptow.
Nach seiner Dissertation zu traditionsgeschichtlichen Untersuchungen über Erinnerungen an die Santorinkatastrophe in der Offenbarung des Johannes an der Theologischen Fakultät der Karl-Marx-Universität Leipzig wurde er mit Unterstützung der CDU der DDR 1966 Dozent für Praktische Theologie an der Humboldt-Universität zu Berlin, ehe er schließlich 1970 als Professor für Praktische Theologie an die Ernst-Moritz-Arndt-Universität Greifswald wechselte. Nach dem Ende seiner Lehrtätigkeit 1993 zog er von Greifswald nach Berlin zurück, wo er 2004 verstarb.
Sein Grab befindet sich auf dem Waldkirchhof Berlin-Mahlsdorf.

## Auf der Suche nach Atlantis
Außer mit seinem Fachgebiet beschäftigte sich Kehnscherper in den 1960er und 1970er Jahren mit der Ur- und Frühgeschichte des Mittelmeerraums, insbesondere mit der Erforschung des Atlantis-Problems. Kehnscherper galt als einer der wenigen Verteidiger der umstrittenen Atlantisthesen des westdeutschen Theologen Jürgen Spanuth, kam dabei jedoch zu abweichenden Forschungsergebnissen und einem differenzierteren Urteil. In seiner 1978 im Urania Verlag veröffentlichten Publikation „Auf der Suche nach Atlantis“ deutete er zwar wie Spanuth den Atlantisbericht als Nacherzählung ägyptischer Berichte über die Seevölker-Angriffe um 1200 v. Chr. sowie als Folge einer durch die Überflutung nordeuropäischer Küstengebiete ausgelösten Völkerwanderung („Große Wanderung“). Anders als Spanuth identifizierte Kehnscherper die Seevölker jedoch nicht hauptsächlich als germanische Nordvölker, sondern als eine von mitteleuropäischen Urnenfelderleuten geführte Koalition mit Nordvölkern und Balkanvölkern, und folgte dabei eher Forschungsergebnissen beispielsweise der ungarischen Archäologin Amália Mozsolics.
| Vergleich der Atlantis-Thesen Spanuths und Kehnscherpers | Vergleich der Atlantis-Thesen Spanuths und Kehnscherpers |
| --- | --- |
| Jürgen Spanuth (sechs Thesen, zitiert aus ... und doch: Atlantis enträtselt, 1953/55) | Günther Kehnscherper (neun Thesen, zitiert aus Auf der Suche nach Atlantis, 1978/90) |
| Der Atlantisbericht beschreibt Ereignisse aus der Zeit um 1200 v. Chr. | Platon verwendete Nachrichten, die nach den ägyptischen Angaben sowie den archäologischen Funden auch in Athen in die späte Bronzezeit zwischen 1450 und 1200 v. Chr. zu datieren sind. |

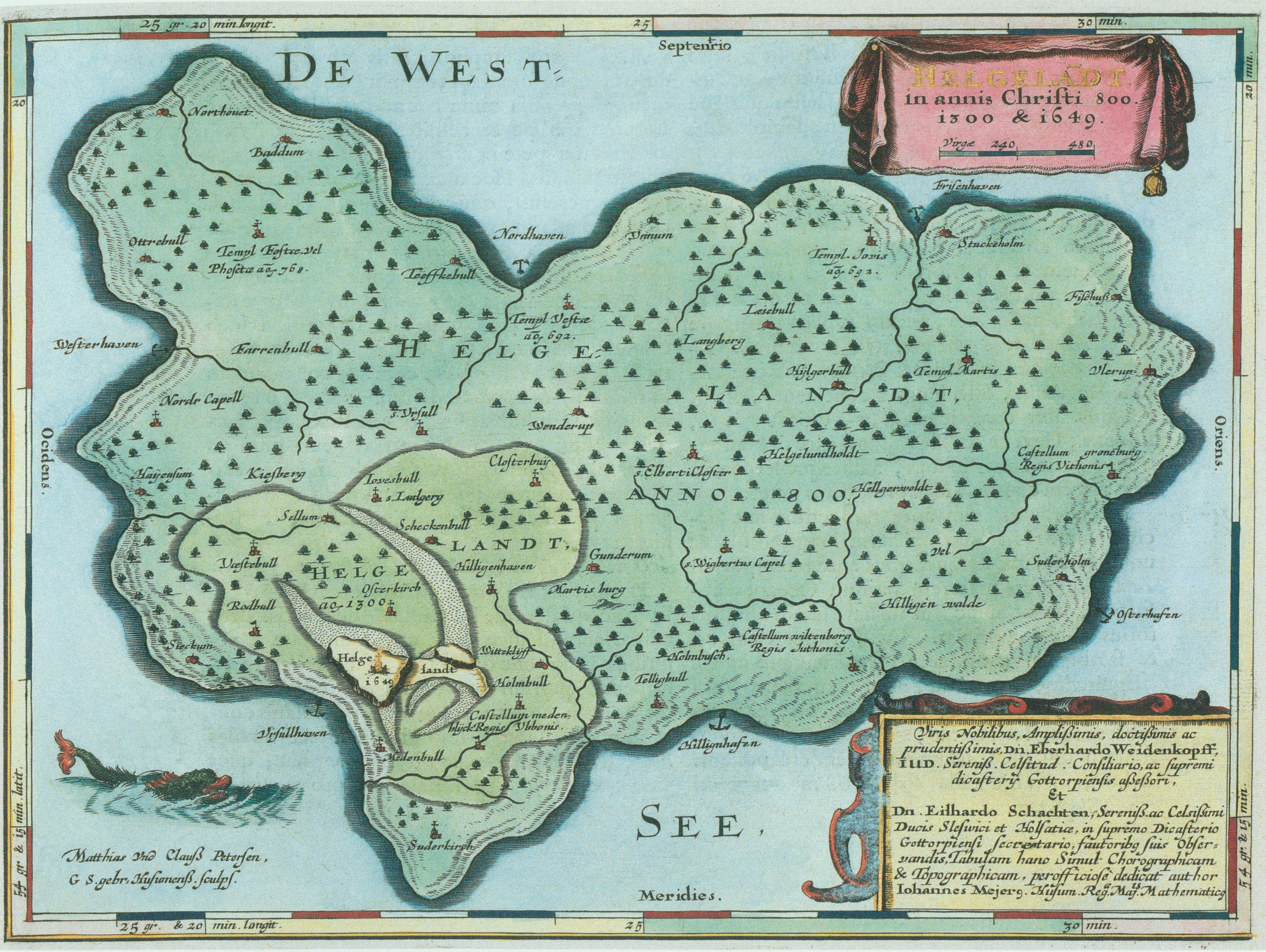
Ebenso wie Jürgen Spanuth hielt auch Kehnscherper die Überflutung Helgolands und der schleswigschen Nordseeküste für den Auslöser der Wanderung der Seevölker, Kehnscherper hielt Helgoland jedoch nicht für die atlantische Königsinsel. Die von Johannes Mejer gestochene historische Karte zeigt Helgoland um 800 (dunkelgrün), um 1300 (hellgrün) und anno 1649 (gelb) und wird in Kehnscherpers Buch verwendet.

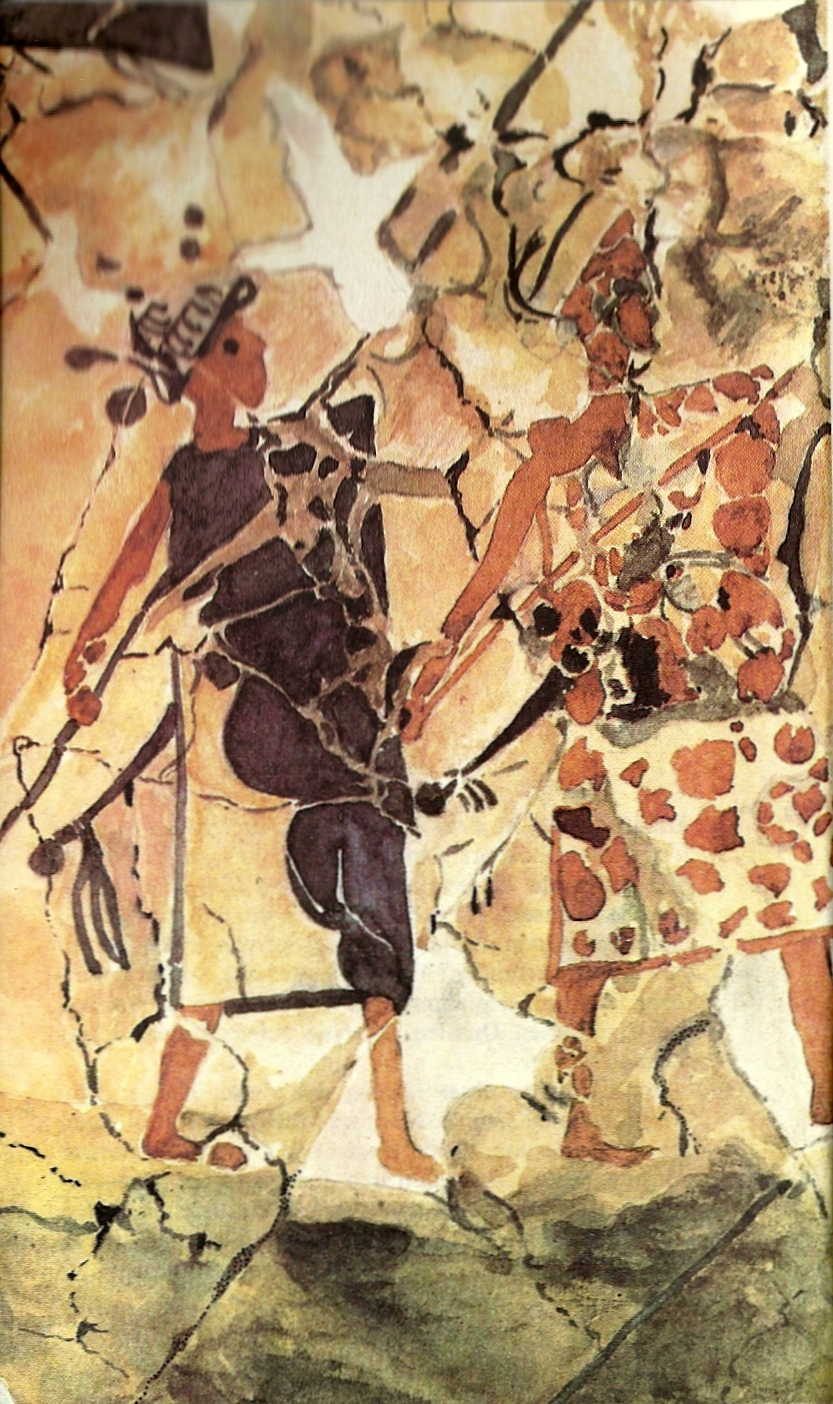
Von Kehnscherper für die 1989 im Rastatter Moewig-Verlag erschienene Neuauflage verwendetes Titelbild: Kretisch-Minoische Krieger der späten Bronzezeit

| Ein Vergleich der historischen Angaben des Atlantisberichts mit den zeitgenössischen ägyptischen Texten zeigt, dass die wiederholte Beteuerung Platons, der Atlantisbericht sei nur eine Nacherzählung alter ägyptischer Texte, der Wahrheit entspricht. | Ein Vergleich von Platons Angaben mit den ägyptischen Texten zeigt, dass die wiederholte Beteuerung Platons, sein Bericht sei die Nacherzählung alter ägyptischer Texte, der Wahrheit entspricht. |
| Der Vergleich zwischen den Angaben des Atlantisberichts und den zeitgenössischen ägyptischen Texten zeigt weiter, dass die „Atlanter“ des Atlantisberichts ohne jeden Zweifel mit den „Nord-Seevölkern“ zur Zeit Ramses` III., die nach Angaben der ägyptischen Texte aus den drei Stämmen der „Phrst“, „Sakar“ und „Denen“ bestehen, identisch sind. | Der Vergleich zwischen den Angaben Platons, den Inschriften von Medinet Habu, Homers Gesängen über die Hyperboreer und die Insel der Phäaken sowie den archäologischen Funden zeigt, dass die Atlanter Platons mit den Seevölkern der Zeit Ramses III., also den frühen Urnenfelderleuten, identisch sind. |
| Der Vergleich zwischen den Angaben des Atlantisberichts und den zeitgenössischen ägyptischen Texten zeigt weiter, dass die „Atlanter“ des Atlantisberichts ohne jeden Zweifel mit den „Nord-Seevölkern“ zur Zeit Ramses` III., die nach Angaben der ägyptischen Texte aus den drei Stämmen der „Phrst“, „Sakar“ und „Denen“ bestehen, identisch sind. | Alle Nachrichten über die „Atlanter“ bei Platon hängen mit der Großen Wanderung der frühen Urnenfelderleute und ihrem Angriff auf Mykene, Athen und Ägypten zusammen. |
| Der Vergleich zwischen den Angaben des Atlantisberichts und den zeitgenössischen ägyptischen Texten zeigt weiter, dass die „Atlanter“ des Atlantisberichts ohne jeden Zweifel mit den „Nord-Seevölkern“ zur Zeit Ramses` III., die nach Angaben der ägyptischen Texte aus den drei Stämmen der „Phrst“, „Sakar“ und „Denen“ bestehen, identisch sind. | Der Name „Atlanter“ für die Seevölker-Urnenfelderleute-Koalition ist eine Erfindung Platons. |
| Die Heimat dieser „Nord-Seevölker“ lag nach den zeitgenössischen ägyptischen Texten „auf den Inseln im Großen Wasserkreis“, „im Norden“, „an den Enden der Welt“. Unter dieser Beschreibung kann nicht das Mittelmeer verstanden werden, in das diese Nordvölker erst kurz vor 1200 v. Chr. einbrachen. Der „Große Wasserkreis im Norden an den Enden der Welt“ kann nur mit dem Weltmeer im Norden, also dem Nordseegebiet, gleichgesetzt werden. Zu diesem Gebiet ist selbstverständlich auch das Ostseegebiet zu rechnen, weil man in jenen Zeiten Nord- und Ostsee noch nicht unterschied. | Die Beschreibung von Basileia, der Hauptstadt der zehn Königreiche von Atlantis, ist eine Konstruktion Platons mit nur ganz wenigen „echten“ Bausteinen. Die Quellen machen über die Heimat der Atlanter/Seevölker keine genauen Angaben. Die Agrarstruktur der Bronzezeit im Urnenfeldergebiet kannte keine dem Mittelmeergebiet vergleichbare Palast- und Herrschaftszentren. Plato beschrieb Basileia so, wie sich eben ein Grieche aus der Polis Athen eine mächtige Barbarenstadt vorstellte. |
| Die Heimat dieser „Nord-Seevölker“ lag nach den zeitgenössischen ägyptischen Texten „auf den Inseln im Großen Wasserkreis“, „im Norden“, „an den Enden der Welt“. Unter dieser Beschreibung kann nicht das Mittelmeer verstanden werden, in das diese Nordvölker erst kurz vor 1200 v. Chr. einbrachen. Der „Große Wasserkreis im Norden an den Enden der Welt“ kann nur mit dem Weltmeer im Norden, also dem Nordseegebiet, gleichgesetzt werden. Zu diesem Gebiet ist selbstverständlich auch das Ostseegebiet zu rechnen, weil man in jenen Zeiten Nord- und Ostsee noch nicht unterschied. | In der Nordsee ist nicht Atlantis versunken, sondern ein kleines Stück des nördlichen Siedlungsgebietes der „Atlanter“. |
| Die versunkene Königsinsel dieser Völker, von deren Ursprung nicht nur der Atlantisbericht, sondern auch die zeitgenössischen ägyptischen Texte erzählen, muss demnach „im Weltmeer im Norden“, also in der Nord- und Ostsee gelegen haben. Die Angaben des Atlantisberichtes über die Lage dieser Königsinsel sind so eindeutig und genau, dass man sie zweifelsfrei lokalisieren kann. Die Königsinsel der Atlanter-Nord-Seevölker lag zwischen Helgoland und Eiderstedt. | Die vagen Angaben Platons und der ägyptischen Inschriften über die versunkene Königsinsel können sich nur auf die bronzezeitlichen Marschen in der Nordsee beziehen. Nur dort, zwischen Helgoland und Jütland, sind im antiken Gesichtskreis im fraglichen Zeitraum besiedelte Gebiete untergegangen. Die Marschen grenzten an das nördliche Randgebiet des Urnenfelderkreises. Der Untergang der bronzezeitlichen Marschen ist bewiesen, nicht aber, dass es sich dabei um die Königsinsel der Urnenfelderleute gehandelt hat. Das Atlantis Platons bestand aus zehn Königreichen, aber nur ein Gebiet, eben ein Teil der Marsch, versank. Allerdings scheint die Große Wanderung von diesen nördlichen Randgebieten des Urnenfelderkreises her ihren Ausgang genommen zu haben. |
| Die oftmals und von vielen Forschern aufgezeigte Identität dieser Königsinsel der Atlanter-Nordvölker mit der Königsinsel der Phäaken, die Homer in der Odyssee besingt, ist ebenfalls zweifelsfrei gesichert. | Dem Plan von Platos Atlantis-Hauptstadt könnten Kaufmanns- und Seefahrerberichte (griech. Topoi) über die großen bronzezeitlichen Kultzentren in der Bretagne und in Südengland zu Grunde liegen. Platos Idealstadt ist der ins Überdimensionale gesteigerte Grundriss von Stonehenge in England. |

## Veröffentlichungen (Auswahl)
- Michael – Geist u. Gestalt. Ein Zeugnis christlicher Frömmigkeit aus 15 Jahrhunderten (1957)
- Neue Hinweise der ur- und frühgeschichtlichen Forschung auf dem Wanderweg der Nord- und Seevölker/Atlanter (1963)
- Santorin – Traditionsgeschichtliche Untersuchungen über Erinnerungen an die Santorinkatastrophe in der Offenbarung des Johannes Kapitel 6, 12–15; 8, 5–12 und 9, 2–10 (1965, Dissertation)
- Die Grosse Sozialistische Oktoberrevolution und die Kirchen Mitteleuropas. Hefte aus Burgscheidungen, 162 (1967)
- ...und die Sonne verfinsterte sich. Archäologische Forschungen um das letzte Buch der Bibel, Niemeyer-Verlag, Halle (1972).
- Kreta Mykene Santorin – Über die Entstehung, Blüte und Untergang der kretisch-mykenischen Hochkultur im 3. und 2. Jahrtausend v. u. Z. (1973)
- Auf der Suche nach Atlantis (Akzent-Reihe 1978)
- Hünengrab und Bannkreis (1983)